# Saint-Gervais-les-Trois-Clochers
Saint-Gervais-les-Trois-Clochers – miejscowość i gmina we Francji, w regionie Nowa Akwitania, w departamencie Vienne. Nazwa miejscowości pochodzi od imienia św. Gerwazego.
Według danych na rok 1990 gminę zamieszkiwało 1 187 osób, a gęstość zaludnienia wynosiła 30 osób/km² (wśród 1467 gmin regionu Poitou-Charentes, Saint-Gervais-les-Trois-Clochers plasuje się na 246. miejscu pod względem liczby ludności, natomiast pod względem powierzchni na miejscu 79.).